# Munella danteci
Munella danteci är en kräftdjursart som beskrevs av Bonnier 1896. Munella danteci ingår i släktet Munella och familjen Haplomunnidae. Inga underarter finns listade i Catalogue of Life.